# Princeton (Massachusetts)
Princeton és una població dels Estats Units a l'estat de Massachusetts. Segons el cens del 2000 tenia 3.353 habitants.

## Demografia
Segons el cens del 2000, Princeton tenia 3.353 habitants, 1.166 habitatges, i 959 famílies. La densitat de població era de 36,5 habitants/km².
Dels 1.166 habitatges en un 41,9% hi vivien nens de menys de 18 anys, en un 74,7% hi vivien parelles casades, en un 5,1% dones solteres, i en un 17,7% no eren unitats familiars. En el 13,5% dels habitatges hi vivien persones soles el 5% de les quals corresponia a persones de 65 anys o més que vivien soles. El nombre mitjà de persones vivint en cada habitatge era de 2,87 i el nombre mitjà de persones que vivien en cada família era de 3,18.
Per edats la població es repartia de la següent manera: un 28,9% tenia menys de 18 anys, un 4,8% entre 18 i 24, un 27,8% entre 25 i 44, un 29,9% de 45 a 60 i un 8,5% 65 anys o més.
L'edat mediana era de 40 anys. Per cada 100 dones de 18 o més anys hi havia 97,3 homes.
La renda mediana per habitatge era de 80.993 $ i la renda mediana per família de 84.300$. Els homes tenien una renda mediana de 60.888 $ mentre que les dones 39.494$. La renda per capita de la població era de 32.232$. Entorn del 2,7% de les famílies i el 4,4% de la població estaven per davall del llindar de pobresa.